# نیروی دریانوردی دفاع‌ازخود ژاپن
نیروی دریانوردی دفاع‌ازخود ژاپن که به نام نیروی دریایی ژاپن نیز شناخته می‌شود، شاخه جنگ دریایی نیروهای دفاع‌ازخود ژاپن، است که مسئولیت دفاع دریایی از ژاپن را دارا است. این نیرو پس از انحلال نیروی دریایی امپراتوری ژاپن (IJN) در پی جنگ جهانی دوم تشکیل شد. این نیرو ناوگانی متشکل از ۱۵۴ کشتی، ۳۴۶ هواپیما و ۴۵,۸۰۰ خدمه دارد. وظایف اصلی آن نگهبانی و دفاع از آب‌های سرزمینی این کشور است. همچنین در عملیات‌های صلح‌بانی (PKOs) و ممانعت دریایی (MIOs) به رهبری سازمان ملل متحد شرکت کرده‌است.
از سال ۲۰۰۰، این نیرو، چهارمین نیروی دریایی بزرگ جهان از نظر تناژ کل است.

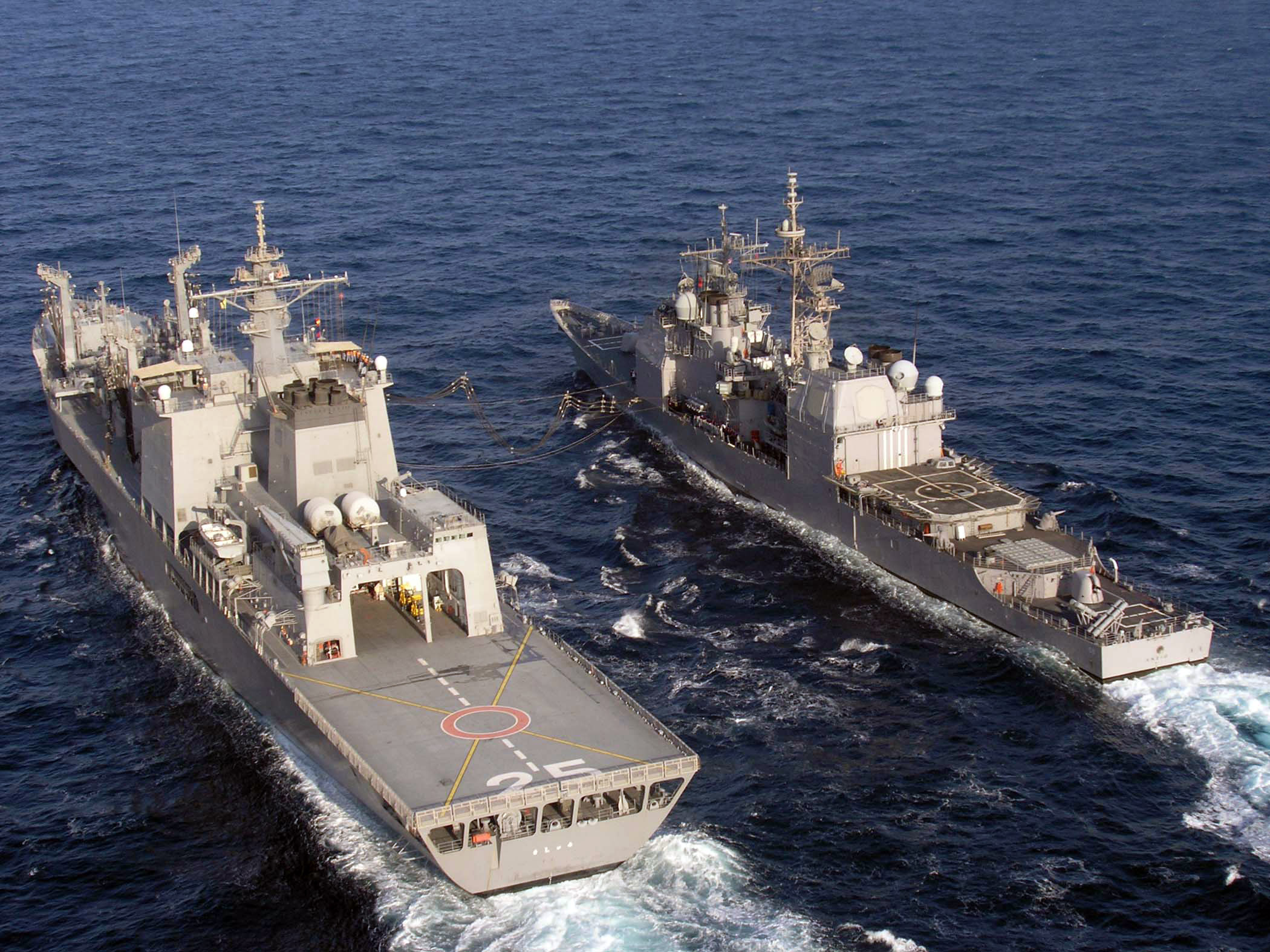
کشتی پشتیبانی سریع جنگی ژاپنی جی‌اس ماشو ،دریای عرب ، ۲۲ نوامبر ۲۰۰۶